# Jack Nowell
Pour les articles homonymes, voir Nowell.

a Compétitions nationales et continentales officielles uniquement.

b Matchs officiels uniquement.
Dernière mise à jour le 21 août 2023.
Jack Thomas Nowell, né le 11 avril 1993 à Truro (Angleterre), est un joueur international anglais de rugby à XV jouant principalement au poste d'ailier au Stade rochelais, en Top 14 depuis 2023.

## Biographie

### Jeunesse et formation
Jack Nowell commence le rugby dès son plus jeune âge, à 6 ans plus précisément, dans le club des Pirates de Penzance non loin de sa ville natale. Il représente les Cornouailles de l'âge de 14 ans jusqu'à ses 17 ans où, de par son niveau remarquable chez les jeunes, il obtient des sélections en équipe d'Angleterre. 
Il se fait remarquer par le club de première division anglaise d'Exeter, ce qui va lui permettre de poursuivre les sélections chez les jeunes puisqu'il obtient de nombreuses sélections en moins de 18 et moins de 19.

### Carrière professionnelle
À l'âge de 18 ans seulement, il honore son premier match avec les Chiefs à l'occasion d'un match de Coupe anglo-galloise contre les Ospreys le 15 octobre 2011. L'antichambre du XV de la Rose, les moins de 20 ans, fait alors appel à ses services et il va connaître le titre de champion d'Europe 2013. Cette saison là il connaît beaucoup de titularisations avec son club et fait de remarquables matchs surtout dans les grandes affiches, ce qui lui vaut le titre de meilleur joueur du championnat à la fin de la saison. Toujours en 2013, il remporte le championnat du monde junior.
Tout juste champion du monde junior, Jack Nowell fait déjà forte impression au sélectionneur anglais, Stuart Lancaster. Il est alors appelé dans la liste des 30 joueurs qui prépare le Tournoi des Six Nations 2014. Il fait ses premiers pas en tant que titulaire contre les Français lors du Crunch. Stuart Lancaster le titularise lors des cinq rencontres du Tournoi, où le jeune Nowell s'impose peu à peu grâce à son jeu puissant et rapide qui lui permet d'abord d'offrir un essai à son coéquipier Mike Brown contre l'Écosse, puis d'inscrire son premier essai sous les couleurs du XV de la Rose contre l'Italie.
À l'issue de la saison 2015-2016, il est nommé dans l'équipe type de Premiership.
Durant la saison 2019-2020, son club est dans un premier temps finaliste de la Coupe d'Europe contre le Racing 92. Il est titulaire dans ce match qui se termine par une victoire anglaise 31 à 27,. En championnat son équipe est également finaliste. Les Chiefs rencontrent les Wasps. Jack Nowell est titularisé et les siens l'emportent 19 à 13 et réalisent ainsi le doublé Coupe d'Europe/Championnat,.
En 2020-2021, Exeter se qualifie jusqu'en finale du championnat pour la sixième fois consécutive et affronte les Harlequins. Pour cette rencontre, Jack Nowell est titulaire à l'arrière. Son équipe est battue de justesse en toute fin de match et s'incline sur le score de 38 à 40,.
Annoncé comme recrue du Stade rochelais pour 2023-2024, il décide de rejoindre la France dès juillet. Il renonce ainsi à participer à la préparation de l'équipe d'Angleterre pour la Coupe du monde et donc à une potentielle sélection pour cette compétition.

## Statistiques en équipe nationale
- 44 sélections (33 fois titulaire, 11 fois remplaçant)
- 70 points (14 essais)
- Sélections par année : 5 en 2014, 5 en 2015, 8 en 2016, 5 en 2017, 6 en 2018, 5 en 2019, 10 en 2022
- Tournois des Six Nations disputés : 2014, 2015, 2016, 2017, 2018, 2019, 2022

En Coupe du monde :
- 2015 : 1 sélection (Uruguay) (3 essais)
- 2019 : 1 sélection (Argentine) (1 essai)

Avec les Lions britanniques et irlandais :

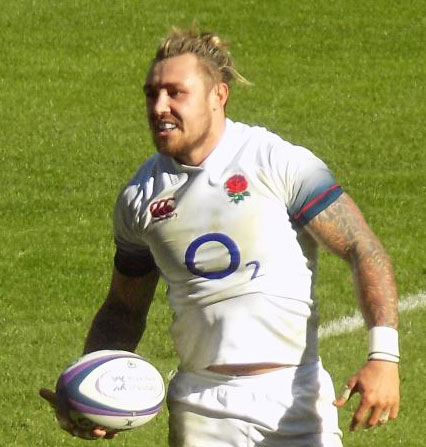
Jack Nowell avec l'Angleterre en 2018.

- 2 sélections (2 fois remplaçant)
- Sélections par année : 2 en 2017

## Palmarès

### En club
- Exeter Chiefs
  - Vainqueur de la Coupe anglo-galloise en 2014 et en 2018
  - Finaliste de la Coupe anglo-galloise en 2015
  - Finaliste du Championnat d'Angleterre en 2016, 2018, 2019 et 2021
  - Vainqueur du Championnat d'Angleterre en 2017 et 2020
  - Vainqueur de la Coupe d'Europe en 2020

### En équipe nationale
- Angleterre -20
  - Vainqueur de la Coupe du monde des moins de 20 ans en 2013
  - Vainqueur du Tournoi des Six Nations des moins de 20 ans en 2013

- Angleterre
  - Vainqueur du Tournoi des Six Nations en 2016 (Grand Chelem) et 2017
  - Vainqueur de la Triple Couronne en 2014 et 2016

### Distinctions personnelles
- LV= Breakthrough Player Award en 2013[14]
- Membre de l'équipe type du Championnat d'Angleterre en 2016